# باکای (کنتاکی)
باکای (به انگلیسی: Buckeye) یک منطقهٔ مسکونی در ایالات متحده آمریکا است که در شهرستان گررد، کنتاکی واقع شده‌است. باکای ۲۹۱٫۰۹ متر بالاتر از سطح دریا واقع شده‌است.